# Miller (Nebraska)
Miller és una població dels Estats Units a l'estat de Nebraska. Segons el cens del 2000 tenia 156 habitants.

## Demografia
Segons el cens del 2000, Miller tenia 156 habitants, 64 habitatges, i 38 famílies. La densitat de població era de 162,8 habitants per km².
Dels 64 habitatges en un 28,1% hi vivien nens de menys de 18 anys, en un 51,6% hi vivien parelles casades, en un 6,3% dones solteres, i en un 39,1% no eren unitats familiars. En el 31,3% dels habitatges hi vivien persones soles el 9,4% de les quals corresponia a persones de 65 anys o més que vivien soles. El nombre mitjà de persones vivint en cada habitatge era de 2,44 i el nombre mitjà de persones que vivien en cada família era de 3,05.
Per edats la població es repartia de la següent manera: un 25,6% tenia menys de 18 anys, un 11,5% entre 18 i 24, un 26,3% entre 25 i 44, un 25% de 45 a 60 i un 11,5% 65 anys o més.
L'edat mediana era de 38 anys. Per cada 100 dones de 18 o més anys hi havia 110,9 homes.
La renda mediana per habitatge era de 33.125 $ i la renda mediana per família de 36.875 $. Els homes tenien una renda mediana de 35.000 $ mentre que les dones 16.875 $. La renda per capita de la població era de 13.968 $. Cap de les famílies i el 4,1% de la població estaven per davall del llindar de pobresa.

## Poblacions més properes
El següent diagrama mostra les poblacions més properes.